# Украинский математический журнал
«Украинский математический журнал» — научный журнал Института математики Национальной академии наук Украины. Основан в мае 1949 года. По состоянию на 1973 год имел периодичность 6 выпусков в год и тираж 1300 экземпляров, в 2019 году периодичность составляет 12 номеров в год. В журнале публикуются статьи по фундаментальной и прикладной математике, включая математическую и теоретическую физику.
Рецензируемый журнал. До 1990 года публиковался на русском языке, с 1990 года стал принимать также материалы на украинском языке, позднее — и на английском, переиздание на английском языке Ukrainian Mathematical Journal осуществляет издательство Springer. С 2022 года материалы на русском языке не принимаются.
Входит в реферативные базы MathSciNet, zbMATH, Scopus, Web of Science, Google Scholar.
В 2019 году главным редактором журнала был академик Анатолий Самойленко.